# Ballycowan Castle
Ballycowan Castle (irsky Caisleán Bhaile Mhic Comhainn) je hrad nacházející se blízko Grand Canalu, 4 km západně od města Tullamore v hrabství Offaly v Irsku.

## Historie
Opevněná tvrz byla postavena Thomasem Morresem v roce 1589 na místě, kde v dřívější době stál dřevěný hrad či Tower house O'Molloyů zvaný Baile-mhic-Abhainn, který byl zničen požárem v roce 1557.
Přiléhající pětipatrová hradní věž byla postavena v roce 1626 Jasperem Herbertem, který se stal majitelem stavby během britské kolonizace Irska. Hrad byl těžce poškozen během Cromwellova tažení v Irsku v letech 1649–1650 a panství v roce 1666 připadlo hraběti z Mountrathu.

## Popis
Jedná se o rozsáhlou čtyřpatrovou obdélníkovou stavbu; vchod se nachází na východní straně a byl chráněn tzv. machikulem (otvor mezi opěrnými konzolami cimbuří, přes který mohli obránci na útočníky házet kameny, lít vroucí vodu atd.). Na západní a severní stěně jsou vysoké komíny a na severovýchodním rohu bartizán. Většina jihozápadní části budovy se zřítila.